# Sedisvakanz

Wappentimbrierung bei Sedisvakanz des Apostolischen Stuhles: Padiglione (lateinisch umbraculum, italienisch ombrellino) und Schlüssel.

2005 nach dem Tode Johannes Pauls II. herausgegebene Euromünze des Vatikans (Rückseite einer Zwei-Euro-Münze) mit dem Wappen des Kardinalkämmerers Eduardo Martínez Somalo

Sedisvakanz (lateinisch sedis vacantia; mittellateinisch vacantia ‚das Freisein‘, ‚Leersein‘; sedis Genitiv zu sedes ‚Sitz‘, ‚Stuhl‘; also eigentlich „Unbesetztheit des Stuhls“, meist wiedergegeben mit „leerer Stuhl“ oder mit dem Ausdruck sede vacante „während der Sitz frei ist“) drückt aus, dass ein kirchliches Amt unbesetzt ist, weil der Amtsträger aus dem Amt geschieden, aber noch kein Nachfolger eingeführt ist. Mit dem leeren, unbesetzten oder verwaisten Stuhl ist die Kathedra, der Lehrstuhl eines Bischofs, im Falle des Papstes die Kathedra des Bischofs von Rom, gemeint.

## Vakanz des Heiligen Stuhles
Die Vakanz des Heiligen Stuhles (lat.: Apostolica sedes vacans) beginnt mit dem Ende des Pontifikates des Papstes, das heißt fast immer mit Tod des Papstes. Der freiwillige Amtsverzicht ereignete sich in der Geschichte der katholischen Kirche bisher nur vier Mal, 1045 (Benedikt IX.), 1294 (Coelestin V.), 1415 (Gregor XII.) und 2013 (Benedikt XVI.).
Während der letzten Monate des Pontifikats von Johannes Paul II. wurde der Begriff der „faktischen Sedisvakanz“ geprägt. Gemeint ist damit, dass der Papst zwar lebt, seinen Aufgaben aber aus gesundheitlichen Gründen nicht nachkommen kann. Zwar kann der Apparat der Römischen Kurie einen Großteil der päpstlichen Aufgaben übernehmen, jedoch gibt es Handlungen, wie die Ernennung von Bischöfen und von Kardinälen, die zwingend und ohne Ausnahme dem Papst vorbehalten sind.
In der Apostolischen Konstitution Universi Dominici Gregis (UDG) fasste Papst Johannes Paul II. im Jahr 1996 die Sedisvakanz betreffende Regelungen neu und bestätigte darin in weiten Teilen die bereits bestehenden Regeln.
Insbesondere seit dem Zweiten Vatikanischen Konzil wird von Vertretern des Sedisvakantismus (der außerordentlichen Sedisvakanz) der Vorwurf erhoben, dass der Papststuhl unrechtmäßig besetzt sei. Die Möglichkeit der außerordentlichen Sedisvakanz wird in der katholischen Lehrtradition jedoch ausgeschlossen aufgrund der Verheißung Christi: „Und die Pforten der Unterwelt werden sie [die Kirche] nicht überwältigen“ (Mt 16,18 ).
Insbesondere in der Zeit zwischen dem 10. und dem 15. Jahrhundert stritten sich mehrmals zwei oder mehr Männer um den Stuhl Petri, und erst nachträglich wurde festgestellt, ob ein Pontifikat zu Recht bestand oder ob der Stuhl Petri zu einem bestimmten Zeitpunkt zwar von einem Gegenpapst besetzt, genau genommen aber vakant war.

### Sedisvakanz durch Tod des Papstes
Trotz der Prominenz des Papstes und der weitreichenden Folgen, die sein Tod auslöst, findet keinerlei pathologische Untersuchung oder gar Autopsie des verstorbenen Papstes statt. Vielmehr wird der Tod des Papstes vom Camerlengo, dem päpstlichen Kämmerer, offiziell festgestellt. Dazu wurde früher die sogenannte „Hammerfrage“ gestellt, bei welcher der Camerlengo dem verstorbenen Papst dreimal mit einem zeremoniellen Hämmerchen aus Silber und Ebenholz auf die Stirn klopfte, ihn bei seinem Taufnamen rief und fragte, ob er schlafe. Davon ist allerdings in Universi Dominici Gregis nicht mehr die Rede, weswegen das Ritual als obsolet gelten kann. Beim Tode Papst Johannes Pauls II. am 2. April 2005 wurde der Verstorbene angesprochen, ohne dass ein Hämmerchen zur Anwendung kam.

#### Benachrichtigung der Öffentlichkeit
Es ist die Aufgabe des Kardinalvikars für die Diözese Rom, das römische Volk vom Tod seines Bischofs in Kenntnis zu setzen, sowie die Pflicht des Kardinaldekans, dasselbe bei den am Heiligen Stuhl akkreditierten Diplomaten zu tun. Der Tod von Papst Johannes Paul II. wurde vom Vatikan erstmals per E-Mail bekanntgegeben und verbreitete sich schnell um die ganze Welt. Dieses Vorgehen widerspricht nicht den Regeln der Konstitution Universi Dominici gregis, da diese keine Angaben über eine vorgeschriebene Form der Todesnachricht enthält.

#### Beisetzung des Papstes
Nach dem Tod des Papstes finden über einen Zeitraum von neun Tagen die Trauerfeierlichkeiten für den Papst statt, wobei die eigentliche Beisetzung, traditionell in der Krypta des Petersdomes, nicht vor dem vierten und nicht nach dem sechsten Tag nach dem Tod des Papstes stattfindet. Der am 21. April 2025 verstorbene Papst Franziskus hat zu Lebzeiten verfügt, dass er jedoch nicht im Petersdom, sondern in der Basilika Santa Maria Maggiore in Rom beigesetzt werden möchte.
Die Privatgemächer des verstorbenen Papstes werden vom Camerlengo versiegelt, sein persönlicher Nachlass wird, falls er ein Testament angelegt hat, dem von ihm benannten Testamentsvollstrecker übertragen. Dieser ist nicht dem Kardinalskollegium, sondern einzig und allein dem neuen Papst verantwortlich.

#### Zerstörung von Fischerring und Siegeln
Nachdem die amtliche Todesurkunde vom Kanzler der apostolischen Kammer ausgestellt wurde, wird im Beisein der ersten Generalkongregation der Kardinäle der bis zu diesem Zeitpunkt anwesenden Kardinäle der Fischerring des verstorbenen Papstes zerbrochen. Diese Maßnahme verhindert, dass Dokumente nachträglich in betrügerischer Absicht legitimiert werden können, und verhindert ebenso, dass bereits bestehende Dokumente nachträglich in Zweifel gezogen werden können.

### Sedisvakanz durch Amtsverzicht des Papstes
Der Amtsverzicht ist zwar im Can. 332 § 2 des Codex Iuris Canonici ausdrücklich erwähnt und geregelt, kam aber in der Geschichte des Papsttums nur sehr selten vor. Ein Papst kann jederzeit von seinem Amt zurücktreten, sofern dies freiwillig geschieht und hinreichend bekannt gemacht wird. Der Verzicht bedarf nicht der Annahme durch irgendeine kirchliche Stelle und kann daher nicht verhindert oder aufgeschoben werden. Insofern unterscheidet sich das Bistum Rom, dessen Bischof der Papst ist, von den anderen Bistümern, in denen der Bischof mit Erreichen des 75. Lebensjahres dem Papst seinen Rücktritt anbietet. Man geht im Allgemeinen davon aus, dass der einzige wirklich freiwillige Amtsverzicht eines Papstes vor dem Verzicht Benedikts XVI. im Jahr 2013 der von Coelestin V. am 13. Dezember 1294 war (siehe Dekretale VI.1.7.1 Quoniam aliqui curiosi).
Nach dem Entschluss Benedikts XVI. erklärte Vatikan-Sprecher Federico Lombardi, der Fischerring werde, wie sonst beim Tod des Papstes vorgesehen, zerstört. Der Kardinalkämmerer werde den Ring zwar nicht zerschlagen, aber brechen, um das Siegel ungültig zu machen. Letztendlich wurde der Ring mit einer Gravur durch die Ringplatte entwertet.

### Rechtsfolgen
Der Papst hat sowohl als Oberhaupt der katholischen Kirche als auch als Staatsoberhaupt des Staates der Vatikanstadt weitgehend uneingeschränkte Vollmacht. Um einerseits Sorge zu tragen, dass der Geschäftsgang des Heiligen Stuhls und des Vatikans nicht völlig zum Erliegen kommt, und um andererseits ein Machtvakuum oder gar Machtintrigen während der Sedisvakanz zu verhindern, sind die Rechte, Pflichten und Vollmachten der verschiedenen Ämter, Personen und Institutionen des Vatikans und des Heiligen Stuhls in Universi Dominici Gregis genau geregelt. Der Grundsatz dabei ist, dass die notwendigen Funktionen des Papstamtes auf das Kardinalskollegium übergehen und von diesem bis zur Wahl des neuen Papstes gemeinschaftlich ausgeübt werden. Sinnbild für diesen Grundsatz ist, dass der Fischerring, der Siegelring des verstorbenen Papstes, in so viele Teile zerbrochen werden soll, wie Kardinäle anwesend sind, was angesichts der hohen Zahl von Kardinälen jedoch nicht mehr praktikabel ist. Allerdings gibt es umfangreiche Einschränkungen, bei denen ebenfalls der Grundsatz gilt, dass jede vom Kardinalskollegium getroffene Maßnahme, sofern sie während eines Pontifikats dem Papst vorbehalten wäre, unter dem Vorbehalt der Zustimmung des neuen Papstes steht. Die Regeln der Papstwahl dürfen während einer Sedisvakanz nicht geändert werden.

#### Jurisdiktion
Das Kardinalskollegium hat gemäß Kapitel I Nr. 1 Universi Dominici gregis „keinerlei Vollmacht oder Jurisdiktion bezüglich jener Fragen, die dem Papst zu Lebzeiten oder während der Ausübung der Aufgaben seines Amtes zustehen“. Jede solche Handlung, die das Kardinalskollegium außerhalb des festgesetzten Rahmens treffen zu müssen glaubt, ist ungültig und nichtig. Der Oberste Gerichtshof der Apostolischen Signatur und der Gerichtshof der Römischen Rota führen ihren ordentlichen Geschäftsgang weiter.

#### Exekutive
Die Leitung der Katholischen Kirche übernimmt das Kardinalskollegium, für das „Tagesgeschäft“ vertreten durch den Camerlengo und drei Kardinäle als Assistenten, „aber nur zur Erledigung der ordentlichen Angelegenheiten oder für jene Fragen, die keinen Aufschub dulden, sowie für die Vorbereitung dessen, was zur Wahl des neuen Papstes erforderlich ist“. Die UDG beinhaltet also eine Öffnungsklausel, die es dem Kardinalskollegium ermöglicht, die Unaufschiebbarkeit einer Maßnahme festzustellen und diese bereits während der Sedisvakanz vorzunehmen, sofern diese Maßnahme nicht die höchste Autorität des Papstes erfordert (insbesondere kann das Kardinalskollegium keine neuen Kardinäle ernennen bzw. alte absetzen).
Nr. 7 von Universi Dominici gregis bestimmt, dass die drei den Camerlengo unterstützenden Kardinäle der Sonderkongregation durch Los aus den wahlberechtigten Kardinälen bestimmt werden, je einem aus jeder Ordnung. In Abweichung hiervon regelt Art. 235 § 3 von Praedicate Evangelium, dass einer (stets) der Kardinal-Koordinator des Wirtschaftsrates ist und (nur) die beiden anderen in der Weise bestimmt werden, wie dies in den Normen über die Vakanz des Apostolischen Stuhles und die Wahl des Papstes vorgesehen ist.

### Fortbestand verschiedener Ämter der Kurie
Mit dem Tod oder Amtsverzicht des Papstes verlieren alle Leiter der Dikasterien der Römischen Kurie ihr Amt. Dies betrifft insbesondere den Kardinalstaatssekretär und die Kardinalpräfekten. Im Amt bleiben jedoch der Camerlengo und der Großpönitentiar, die bei der Erfüllung ihrer ordentlichen Aufgaben während der Sedisvakanz dem Kardinalskollegium verantwortlich sind. Darüber hinaus bleiben auch der Generalvikar der Diözese Rom sowie der Kardinalerzpriester der Vatikanbasilika und der Generalvikar für die Vatikanstadt im Amt, desgleichen der Präfekt des Dikasteriums für den Dienst der Nächstenliebe (bis 2022 Almosenier Seiner Heiligkeit), der Substitut des Staatssekretariats und der Sekretär für die Beziehungen mit den Staaten sowie gemäß einem Reskript von Papst Franziskus vom 24. Mai 2023 der Generalrevisor. Die Ämter der diplomatischen Vertreter des Heiligen Stuhles (z. B. die Nuntien) bleiben unberührt.

### Dauer
Die Dauer der Sedisvakanz hängt fast ausschließlich davon ab, wie lange die Kardinäle brauchen, um im Konklave einen neuen Papst zu wählen. Die UDG spricht aber von den Fristen in drei Stufen:
Die erste Stufe ist im Falle des Todes des Papstes dessen Beisetzung. Sie soll nicht vor dem vierten und nicht nach dem sechsten Tag der Sedisvakanz stattfinden (Nr. 13b UDG).
Die zweite Stufe reicht bis zum Beginn des Konklaves. Die Kardinäle müssen nach dem Ende des Pontifikats 15 volle Tage warten, bevor das Konklave beginnen darf. Diese Wartezeit wurde eingeführt, um allen Kardinälen die früher zum Teil beschwerliche und langwierige Anreise zum Konklave zu ermöglichen. Inzwischen ist es den Kardinälen jedoch im Regelfall möglich, schon zur Beisetzung des Papstes zwischen dem vierten und sechsten Tag der Sedisvakanz anwesend zu sein, so dass von der in der UDG vorgesehenen Möglichkeit, die Wartefrist bis zum zwanzigsten Tag auszudehnen, kaum Gebrauch gemacht werden muss. Spätestens am zwanzigsten Tag hat jedoch das Konklave zu beginnen (Nr. 37 UDG). Nach dem Erlass des Motu Proprio Normas nonnullas durch Benedikt XVI., welches 2013 Nr. 37 UDG reformiert hat, ist es kirchenrechtlich nunmehr möglich, dass das Kardinalskollegium die Wahl vorziehen kann, wenn feststeht, dass alle wahlberechtigten Kardinäle anwesend sind. Von dieser neuen Regelung wurde nach dem Amtsverzicht Benedikts Gebrauch gemacht; die Wahl begann am 12. Tag nach Eintritt der Sedisvakanz.
Die dritte Stufe reicht vom Beginn des Konklaves bis zur Papstwahl. Die „erste Runde“ der Abstimmungen dauert drei Tage. Sofern bereits am Nachmittag des ersten Tages mit der Wahl begonnen wird, findet an diesem Tag nur ein einziger Wahlgang statt. An den folgenden Tagen erfolgen jeweils zwei Wahlgänge am Vormittag und zwei am Nachmittag. Wurde dann keine Einigung auf einen Kandidaten erzielt, wird eine Pause von höchstens einem Tag zur Besinnung und zum Gebet eingelegt. Danach werden erneut sieben Wahlgänge (über einen Zeitraum von zwei Tagen) durchgeführt. Falls diese ergebnislos bleiben, wird eine erneute Pause von höchstens einem Tag gemacht. Dieses Prozedere wiederholt sich noch ein weiteres Mal.
Bis zu einer Änderung durch Papst Benedikt XVI. im Jahr 2007 konnten die Kardinäle danach mit absoluter Mehrheit entscheiden, dass zur Wahl entweder die absolute Mehrheit der Stimmen ausreichte (statt der bisherigen Zweidrittelmehrheit) oder dass eine Stichwahl zwischen den beiden führenden Kandidaten erfolgte. Derzeit gilt aber, dass bei zukünftigen Papstwahlen auch nach mehr als 33 Wahlgängen weiterhin die Zweidrittelmehrheit notwendig ist. Ebenso ist eine Stichwahl nicht mehr zulässig.
Die Sedisvakanz im März 2013 dauerte vom Amtsverzicht Benedikts XVI. bis zur Wahl von Franziskus 13 Tage. Die längste Sedisvakanz der Geschichte dauerte jedoch fast drei Jahre, nachdem sich die Kardinäle nach dem Tod von Clemens IV. am 29. November 1268 bis zur Wahl von Gregor X. am 1. September 1271 auf keinen Kandidaten einigen konnten, da die Kardinäle in ein kaiserliches und ein französisches Lager gespalten waren. Auf Anraten des heiligen Bonaventura von Bagnoregio schlossen die Behörden von Viterbo nach zwei Jahren der Sedisvakanz den Papstpalast hermetisch ab, rissen das Dach herunter und setzten die Kardinäle auf Wasser und Brot, um den Wahlvorgang zu beschleunigen. Die Kardinäle blieben jedoch hart und erreichten eine Aufhebung der Sperre, es dauerte noch ein ganzes Jahr, bis man sich auf Tebaldo Visconti, den Archidiakon von Lüttich einigte, der zum Zeitpunkt seiner Wahl nicht einmal Priester war.

### Besonders lange Sedisvakanzen
- 304–308(?): Sedisvakanz nach dem Tod von Marcellinus; der Beginn der Amtszeit seines Nachfolgers Marcellus I. ist nicht sicher.
- 309(?)–310(?): Sedisvakanz unbestimmter Dauer zwischen den Amtszeiten von Eusebius und Miltiades.
- 1241–1243: Sedisvakanz nach dem überraschenden Tod von Papst Coelestin IV., der bereits 17 Tage nach Annahme seiner Wahl starb, ohne in sein Amt eingeführt worden zu sein.
- 1268–1271: Sedisvakanz nach dem Tod von Clemens IV., da Karl von Anjou die französischen gegen die italienischen Kardinäle ausspielte.
- 1292–1294: Sedisvakanz, verlängert durch eine Epidemie in Rom und die Konkurrenz der römischen Adelsfamilien Colonna und Orsini.
- 1314–1316: Sedisvakanz aufgrund einer politischen Krise in Frankreich (Avignonesisches Papsttum) und dem Heiligen Römischen Reich.
- 1415–1417: Sedisvakanz am Ende des Abendländischen Schismas.

### Sonstiges
- In den Interzessionen im Hochgebet der heiligen Messe entfällt die Nennung des Papstnamens.

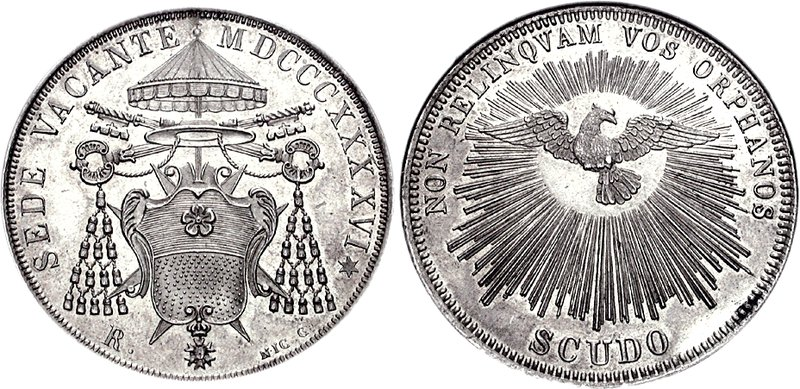
Sedisvakanzmünze (Scudo) von 1846 mit dem Wappenschild des Camerlengo Tommaso Riario Sforza. Die Münze wurde nach dem Tod von Papst Gregor XVI. geprägt.

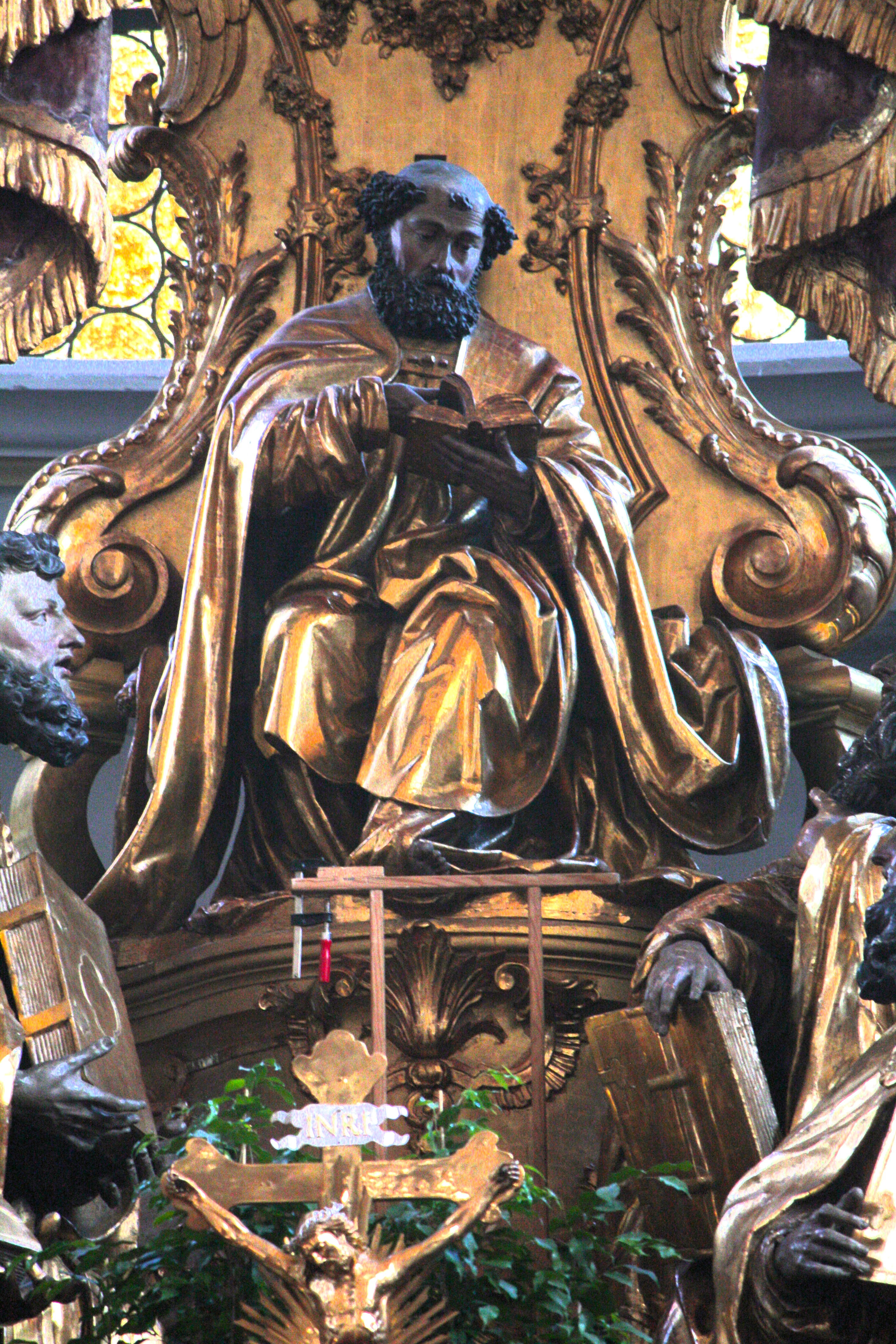
Petrus ohne Tirade in der Kirche St. Peter (München) während der Sedisvakanz nach dem Tod von Franziskus (2025)

- Das Wappen der Sedisvakanz ist zweigeteilt: oberhalb die gekreuzten Petrusschlüssel und über ihnen anstatt der Tiara ein als Padiglione (auch ombrellino, offiziell lateinisch: umbraculum) bezeichneter Baldachin mit rot-gelben Streifen, der untere Teil stellt das persönliche Wappen des Kardinalkämmerers (Camerlengo) dar. Es ersetzt für die Dauer der Sedisvakanz das päpstliche Wappen (so z. B. auf der Titelseite des Osservatore Romano).
- Mit dem Beginn der Sedisvakanz veranlasst der Kardinalkämmerer die Prägung einer Sedisvakanzmünze, die auf der Vorderseite das Wappen der Sedisvakanz mit der Inschrift Sede vacante zeigt, auf der Rückseite eine Taube, das Symbol des Heiligen Geistes, mit der Inschrift Veni Sancte Spiritus (Komm, Heiliger Geist).
- 2005 wurde ein Euro-Münzen-Kurssatz geprägt, der auf der nationalen Seite das Wappen der Sedisvakanz trug. Diese Münzen sind in der gesamten Eurozone gültiges Zahlungsmittel. Seit einer Änderung der Vereinbarung ist dieses nicht mehr erlaubt. Während der Sedisvakanz 2013 und 2025 gab es lediglich eine 2-Euro-Gedenkmünze.
- Während der Sedisvakanz wird in der Münchner Kirche St. Peter von der Figur des Petrus im Hochaltar die Tiara abgenommen. Erst nach der Wahl des neuen Papstes wird sie der Figur wieder aufgesetzt.[7]

## Vakanz des Bischöflichen Stuhles
Die Vakanz des Bischöflichen Stuhls ist kirchenrechtlich in den cann. 416–430 CIC 1983 geregelt. Eine Vakanz tritt ein durch (can. 416):
- Tod des Amtsinhabers;
- die Annahme seines Amtsverzichts durch den Papst;
- Versetzung;
- Amtsenthebung oder Absetzung.

Eine Vakanz tritt in diesen Fällen nicht ein, wenn ein Bischofskoadjutor bestellt ist.
Mit Eintritt der Vakanz verlieren General- oder Bischofsvikare ihre Ämter (c. 481 § 1), es sei denn, es ist ein Weihbischof und es ist nichts anderes geregelt (c. 409 § 2). Der Priesterrat hört auf zu bestehen (c. 501 § 2).
Hat der Heilige Stuhl nicht durch Bestimmung eines Apostolischen Administrators vorgesorgt, geht nach c. 419 bis zur Wahl eines Diözesanadministrators die Leitung des Bistums auf den dienstältesten Weihbischof oder, wenn es keinen gibt, auf das Konsultorenkollegium (im deutschen Sprachraum: das Domkapitel) über.
Das Domkapitel hat innerhalb von acht Tagen nach Kenntnisnahme der Vakanz einen Diözesanadministrator zu wählen (c. 421 § 1), nach dieser Frist geht das Bestimmungsrecht auf den Metropoliten über (c. 421 § 2).
Als Diözesanadministrator darf nur ein Priester gewählt werden, der mindestens 35-jährig, geeignet und nicht als Bischofskandidat benannt oder gewählt ist (c. 425). Der Administrator darf keine grundlegenden Entscheidungen treffen. Es gilt die Regel „Sede vacante nihil innovetur“ (während der Bischofsstuhl leer ist darf nichts verändert werden) (c. 428 § 1). Der Diözesanadministrator darf keinen Pfarrer ernennen, es sei denn, das Bistum ist bereits mehr als ein Jahr vakant (c. 525 Nr. 2). Die übrigen Rechte und Pflichten des Diözesanadministrators entsprechen denen des Diözesanbischofs. Die Sedisvakanz endet bei Inbesitznahme des Bistums durch einen neuen Bischof (c. 430 § 1).

## Film
Im Film In den Schuhen des Fischers von Michael Anderson aus dem Jahr 1968, basierend auf dem Roman The Shoes of the Fisherman von Morris L. West, wird das Konklave des fiktiven russischen Papstes Kiril Lakota auf anschauliche Weise dargestellt. Mit der Wahl eines Osteuropäers nur zehn Jahre später erwies sich der Film als prophetisch.
Das zweiteilige italienische Fernseh-Drama Papa Luciani – Il sorriso di Dio aus dem Jahre 2006, das das Leben von Papst Johannes Paul I. zeigt, greift mit der Darstellung des „einfachen Hirten im Weinberg des Herrn“ den Film „In den Schuhen des Fischers“ auf; die filmische Darstellung der Sedisvakanz und des Konklaves sind in beiden Filmen frappierend ähnlich.
Konklave (Originaltitel Conclave) ist ein Thriller von Edward Berger und basiert auf dem gleichnamigen Roman von Robert Harris. In dem Film spielen unter anderem Ralph Fiennes, Stanley Tucci und John Lithgow Kardinäle aus verschiedenen Ländern, die bei einem Konklave zusammenkommen, um einen neuen Papst zu wählen. Der Film wurde Ende August 2024 beim Telluride Film Festival uraufgeführt.